# البصالي (أسوان)
قرية البصالي هي إحدى القرى التابعة لمركز كوم أمبو في محافظة أسوان في جمهورية مصر العربية.